# Wahl zur Nationalversammlung für Wales 1999
- Plaid: 17
- WLP: 28
- WLD: 6
- WCP: 9

Die Wahl zur Nationalversammlung für Wales 1999 war die erste Wahl zur neu eingerichteten Nationalversammlung in Cardiff und fand am 6. Mai 1999 statt. Gewählt wurden 60 Abgeordnete, 40 davon in Wahlkreisen nach relativem Mehrheitswahlrecht und 20 über Parteilisten in 5 Regionen. Nachdem die Labour Party die absolute Mehrheit knapp verfehlt hatte, bildete Labour zunächst eine Minderheitsregierung. Der Spitzenkandidat der Labour Party, Alun Michael, wurde am 12. Mai 1999 Erster Sekretär (First Secretary) und damit Vorsitzender der Regionalregierung. Nach Alun Michaels Rücktritt im Februar 2000 bildete der neugewählte First Minister Rhodri Morgan im Oktober 2000 eine Koalitionsregierung mit den Liberaldemokraten.

## Spitzenkandidaten
- Welsh Labour Party (Arbeitspartei) – Alun Michael
- Plaid Cymru (Walisische Nationalpartei) – Dafydd Wigley
- Welsh Conservative Party (Konservative) – Rod Richards
- Welsh Liberal Democrats (Liberaldemokraten) – Michael German

## Wahlergebnis

Relative Mehrheiten in den 40 Wahlkreisen (die Farbgebung entspricht der der Tabelle)

20 Abgeordnete wurden über regionale Parteilisten in 5 Wahlregionen bestimmt

Die Wahlbeteiligung lag bei 46,3 %.
| Partei    | Partei                             | Wahlkreis- stimmen | In %    | Wahlkreis- mandate | Listen- stimmen | In %    | Listen- mandate | Gesamt- mandate |
| --------- | ---------------------------------- | ------------------ | ------- | ------------------ | --------------- | ------- | --------------- | --------------- |
|           | Labour                             | 384.671            | 37,6 %  | 27                 | 361.657         | 35,5 %  | 1               | 28              |
|           | Plaid Cymru                        | 290.572            | 28,4 %  | 9                  | 312.048         | 30,6 %  | 8               | 17              |
|           | Conservatives                      | 162.133            | 15,8 %  | 1                  | 168.206         | 16,5 %  | 8               | 9               |
|           | Liberal Democrats                  | 137.857            | 13,5 %  | 3                  | 128,008         | 12,5 %  | 3               | 6               |
|           | Greens                             | 1.002              | 0,1 %   | 0                  | 25,858          | 2,5 %   | 0               | 0               |
|           | Socialist Labour Party             | –                  | –       | –                  | 10.720          | 1,0 %   | 0               | 0               |
|           | Natural Law Party                  | –                  | –       | –                  | 3.861           | 0,4 %   | 0               | 0               |
|           | Socialist Alliance                 | 2.942              | 0,3 %   | 0                  | 3.590           | 0,4 %   | 0               | 0               |
|           | Welsh Communist Party              | 609                | 0,1 %   | 0                  | 1.366           | 0,1 %   | 0               | 0               |
|           | Rhuddlan Debt Protest Campaign     | –                  | –       | –                  | 1.353           | 0,1 %   | 0               | 0               |
|           | People’s Representative Party      | 774                | 0,1 %   | 0                  | 204             | 0,0 %   | 0               | 0               |
|           | Unabhängige Labour                 | 4.134              | 0,4 %   | 0                  | –               | –       | –               | 0               |
|           | Tourism and Farmers Party of Wales | 1.911              | 0,2 %   | 0                  | –               | –       | –               | 0               |
|           | Unabhängige LibDem                 | 1.908              | 0,2 %   | 0                  | –               | –       | –               | 0               |
|           | Local Socialist                    | 839                | 0,1 %   | 0                  | –               | –       | –               | 0               |
|           | Celtic Alliance                    | 210                | 0,0 %   | 0                  | –               | –       | –               | 0               |
|           | Unabhängige                        | 33.663             | 3,3 %   | 0                  | 3.143           | 0,3 %   | 0               | 0               |
| Insgesamt | Insgesamt                          | 1.023.225          | 100,0 % | 40                 | 1.019.987       | 100,0 % | 20              | 60              |